# Lopidea robusta
Lopidea robusta är en insektsart som först beskrevs av Philip Reese Uhler 1894.  Lopidea robusta ingår i släktet Lopidea och familjen ängsskinnbaggar. Inga underarter finns listade i Catalogue of Life.